# Donato de Arenzana
Donato de Arenzana, escritor español del siglo XVIII, aún escasamente estudiado, perteneciente a la Ilustración.

## Biografía
Floreció en el reinado de Carlos IV. Era hermano del racionero de la catedral de Sevilla, doctor Martín de Arenzana, y él fue cura secretario del Hospital del Amor de Dios y beneficiado propio de la parroquia de San Andrés, en Sevilla. Era muy aficionado a la pintura, cuyos maestros andaluces coleccionaba; por esa afición compuso una Canción en celebridad de las Bellas Artes. 
Ilustrado, fue probablemente protegido por Floridablanca, a quien dedica alguno de sus libros, y fue miembro de la Real Academia de Buenas Letras de Sevilla; frecuentó la amistad de Olavide, Jovellanos, Trigueros y probablemente Capmany y Vázquez Ortega. También fue amigo de los caballeros sevillanos bibliófilos y coleccionistas de cuadros como el escritor Justino Matute y Gaviria y Agustín Álvarez. 
Escribió poesía fundamentalmente de tema religioso, como, por ejemplo, una imitación del Paraíso perdido de John Milton, La caída de Luzbel. También se le atribuye una imitación del Don Quijote publicada con el seudónimo de Cristóbal de Anzarena, la Vida y empressas literarias del ingeniosissimo caballero don Quixote de la Manchuela (Sevilla: Imprenta de Don Jerónimo de Castilla, 1767). Lleva una vistosa dedicatoria "A la necedad, ruralísima napea". Están por editar sus poesías (odas, octavas, romances, cantinelas...).

## Obras
- Descripción de las magníficas fiestas, que se hicieron en... junio de 1763, en esta ciudad, a la renovación del templo de las... Madres Capuchinas, que le han merecido... al... Señor Don Francisco de Solís... Cardenal..., Sevilla: Imp. del Dr. D. Geronymo de Castilla, 1763.
- Poema épico de la Gracia en tres cantos, Sevilla: Oficina de José de San Román y Codina, 1787[4]
- Vida y empressas literarias del ingeniosissimo caballero don Quixote de la Manchuela (Sevilla: Imprenta de Don Gerónimo de Castilla, 1767).[5]
- La Caída de Luzbel: poema épico, Sevilla: Josef Padrino y Solís, 1786.[6]
- Alegoria de las fabulas, que se manifestaron en el theatro dispuesto à un lado de las Casas Capitulares de su Ayuntamiento: la que por obsequio a la Magestad del Señor Don Carlos IV presentaron los diez gremios de la... ciudad de Sevilla en el día 19 de abril, Sevilla: Josef de San Román y Codina, 1789.
- Descripción del obsequio: que la Real fabrica de tabacos hizo en las primicias del reynado de nuestro gran monarca
- La sociedad triunfante en los felices fastos de su industria popular sevillana: Poema épico pronunciado en el día 23 de noviembre... de 1785..., Sevilla: Oficina de Vázquez, Hidalgo y Compo., 1785.[7]
- Última vista del magnifico theatro, que los diez gremios de mercaderes hicieron a sus expensas, junto á las Casas Capitulares de ... Sevilla, en obsequio de ... Carlos III en ... su proclamación, Sevilla: Imprenta del Doctor D. Geronymo de Castilla, 1759.
- El Conejicidio, canción lamentable sobre una mala muerte por un ingenio sevillano, Sevilla, 1784.
- Poesías, manuscrito.